# Shreyans Kumar Jain
Shreyans Kumar Jain, mais conhecido como S. K. Jain, foi presidente e diretor executivo da Nuclear Power Corporation of India de 2004 a 2012.
Em junho de 2012 Jain foi eleito presidente do Conselho de Administração da World Association of Nuclear Operators (WANO), Tóquio.